# Xorides ilignus
Xorides ilignus är en stekelart som beskrevs av Hilszczanski 2000. Xorides ilignus ingår i släktet Xorides och familjen brokparasitsteklar. Inga underarter finns listade i Catalogue of Life.